# جيزيلا دوارتي
جيزيلا دوارتي (بالإسبانية: Gisella Duarte)‏ (21 نوفمبر 1977 - ) هي لاعبة كرة طائرة بيروفية.

## وصلات خارجية
- جيزيلا دوارتي على موقع عالم الكرة الطائرة (الإنجليزية)